# Municipio de Litteral
El municipio de Litteral (en inglés: Litteral Township) es un municipio ubicado en el condado de Washington en el estado estadounidense de Arkansas. En el año 2010 tenía una población de 1500 habitantes y una densidad poblacional de 52,71 personas por km².

## Geografía
El municipio de Litteral se encuentra ubicado en las coordenadas 36°6′3″N 94°18′29″O / 36.10083, -94.30806. Según la Oficina del Censo de los Estados Unidos, el municipio tiene una superficie total de 28.46 km², de la cual 28.27 km² corresponden a tierra firme y (0.64%) 0.18 km² es agua.

## Demografía
Según el censo de 2010, había 1500 personas residiendo en el municipio de Litteral. La densidad de población era de 52,71 hab./km². De los 1500 habitantes, el municipio de Litteral estaba compuesto por el 92.47% blancos, el 0.93% eran afroamericanos, el 2% eran amerindios, el 1.2% eran asiáticos, el 0.33% eran isleños del Pacífico, el 1% eran de otras razas y el 2.07% pertenecían a dos o más razas. Del total de la población el 2.27% eran hispanos o latinos de cualquier raza.